# Сумако-Напо-Галерас
Сумако-Напо-Галерас (исп. Parque Nacional Sumaco Napo-Galeras) — национальный парк в северо-восточной части Эквадора. В административном отношении расположен на территории провинций Напо, Орельяна и Сукумбиос. Общая площадь парка 2052,49 км² в составе двух секторов: вулкан Сумако с окрестностями (1905,62 км²) и Кордильера-де-Галерас (146,87 км²). Основан 2 марта 1994 года. Располагается на высотах от 500 до 3732 м над уровнем моря. К национальному парку примыкает частная охраняемая лесная территория исп. Rhocroe площадью около 100 км², которая помогает связать его с экологическим заповедником Антисана.
В парке обитает не менее 330 видов птиц, возможно гораздо больше, так как его территория недостаточно изучена. Среди птиц можно отметить такие виды, как буроплечий пестрохвостый попугай, малый солдатский ара, медногрудая якамара, двуцветный муравьиный виреон и др. Крупные млекопитающие включают ягуара, очкового медведя, гигантского муравьеда, горного тапира и пуму. Предполагается исключительно высокое разнообразие герпетофауны. Количество видов растений оценивается в 6000 с высоким уровнем эндемичности.